# Centropleura Spur
Centropleura Spur ist ein Gebirgskamm im ostantarktischen Viktorialand. In den Bowers Mountains ragt er als südwestliche Verlängerung eines Massivs auf und umschließt 5 km nordöstlich des Mount Jamroga am Kopfende des Carryer-Gletschers einen Bergkessel.
In den Jahren von 1974 bis 1975 sowie von 1981 bis 1982 entdeckten Wissenschaftler in den Sedimenten dieser Formation kambrische Fossilien von Trilobiten der Gattung Centropleura, die dem Gebirgskamm seinen Namen gaben.